# Anna Pietrowa
Anna Nikołajewna Pietrowa, ros. Анна Николаевна Петрова (ur. 15 lipca 1994) – rosyjska lekkoatletka, biegaczka długodystansowa.
W 2010 zajęła 6. miejsce w biegu na 3000 metrów podczas kwalifikacji do igrzysk olimpijskich młodzieży, nie uzyskując awansu.
Brązowa medalistka mistrzostw Europy juniorów w biegu na 3000 metrów (2013).
Kilka miesięcy później zajęła 34. miejsce w kategorii juniorek podczas mistrzostw Europy w przełajach.
Medalistka mistrzostw Rosji w różnych kategoriach wiekowych.